# Bono Vukovarski
Sveti Bono Vukovarski (Cibalea – Rim, 1. kolovoza 260.), kršćanski i vukovarski mučenik i svetac.

## Životopis
Prema predaji Sv. Bono rođen je u Cibalae u poganskoj obitelji. Kad je odrastao postao je vitez i počeo žestoko progoniti kršćane. Nakon nekog vremena shvatio da je progon zao čin i da progoni vjeru u kojoj je Bog pravi, a ne u rimske bogove koji uopće ne postoje. Odbacio je vojničko ruho koje je zamijenio svećeničkim za kojeg je zaredio papa Stjepan I., s kojim je završio u zatvoru, zbog progona kršćana. Dok je bio u zatvoru izjavio je:
Po predaji, istoga trenutka gromovi i oluja srušiše navedeni kumir. Car Galijen, sin i nasljednik ljutog progonitelja kršćana, cara Valerijana, pogubio ga je mačem, 1. kolovoza 260. godine poslije Krista. U rimskom martirologiju stoji upisano: "U Rimu, latinskoj ulici, pogubljeni su svećenici Bono, Fausto i Mavro te još jedanaestoricom."

## Štovanje
Štovanje rimskog svećenika i mučenika iz 260. godine sv. Bone u Vukovaru pokrenuo je o. Josip Janković, rođeni Vukovarac, učen i u svoje vrijeme uvaženi franjevac na službi u Rimu. Izmolio je od pape Benedikta XIV. 1753. godine tijelo glasovitog viteza i vrlog junaka Bone, da bude prosvjetitelj, patron i obrana varoša vukovarskog i svekolike države i vilajeta. Tijelo sv. Bone svečano je uneseno i stavljeno na štovanje u crkvu sv. Filipa i Sv. Jakova, apostola, 24. lipnja 1754. godine.
Oltar sv. Bone preinačen je iz oltara sv. Josipa. Stara oltarna slika sv. Josipa bila je uklonjena te je središte oltara zauzeo barokni stakleni sarkofag sa svečevim tijelom. Voštano tijelo sv. Bone mučenika, odjeveno u barokno odijelo što ga je 1754. godine izveo franjevački brat laik Krišpin Zimmermann, ostao je na tom oltaru sve do naših dana izloženo trajnom štovanju vjernika. Kada su 1991. godine bila žestoka granatiranja, i većina oltara već stradala, fra Branimir Kosec, gvardijan i župnik, je 29. listopada 1991. godine sarkofag s tijelom sv. Bone, zbog zaštite, odnio u kriptu crkve gdje je svečevo tijelo i ostalo sve do brutalnog oskvrnuća u vrijeme okupacije.
Pred Uskrs 1996. godine, tijekom procesa mirne reintegracije Hrvatskoga Podunavlja i dolaskom privremenog upravitelja Jacquesa Paula Kleina, bile su uklonjene kontrolne točke i rampe na ulazu i izlazu iz Iloka, pa je fra Marko Malović iločki gvardijan i župnik, odlučio zajedno s ljudima iz Iloka otići u Vukovar te pokupiti preostalo blago vukovarske crkve. U kripti crkve pronalaze ostatke kostiju sv. Bone. Pronašli su kosti lijeve i desne šake i podlaktice zajedno sa žicom koja je kosti spajala. Pronađene dijelove tijela sv. Bone fra Marko za "Kapistranovo" iste godine šalje u Zagreb po provincijalu fra Luciju Jagecu. Kasnije je fra Branko dao napraviti jedan mali, prekrasan sarkofag s moćima koje su pronađene. Vukovarska zlatarska obitelj Alberta Beriše izradila je srebrni sarkofag u kojega je položeno nekoliko spaljenih kostiju zapešća – relikvija. Na sarkofagu stoji napisano: "Spaljeni ostaci sv. Bone mučenika". Završetkom procesa mirne reintegracije Vukovara vratio se i sv. Bono u svoj grad i u svoju crkvu.

### Organizacije u čast sv. Bone
Štovanje sv. Bone je ukorijenjeno u srcima Vukovaraca kako katolika tako i drugih vjeroispovjesti, te su ga i prije rata štovali i pravoslavni i grkokatolici. Tako svečevo ime uzimaju: Pastoralni centar sv. Bone franjevačkog samostana, Udruga "sveti Bono – Vukovar", festival duhovne glazbe "Bonofest" te dječji župski zbor "Glasnici sv. Bone".

## Vanjske poveznice
- Župa sv. Filipa i Jakova
- Santiebeati.it